# Universidad Católica de América
La Universidad Católica de América (CUA por sus iniciales en inglés: Catholic University of America) es una universidad privada, católica, ubicada en Washington D. C. (Estados Unidos).
Se fundó en 1887 como un centro de investigación y de posgrado bajo la aprobación del papa León XIII y comenzó a ofrecer estudios de grado en 1904. El campus de la universidad se encuentra en el vecindario de Brookland.
La Universidad Católica ha sido catalogada como una de las mejores universidades de la nación según el Princeton Review, una de las mejores universidades privadas del país según Kiplinger’s, “una de las universidades más respetuosas con el medio ambiente,” y ha recibido uno de los reconocimientos federales más prestigiosos que una institución puede recibir por su servicio comunitario, “2007 President’s Higher Education Community Service Honor Roll.”

## Historia

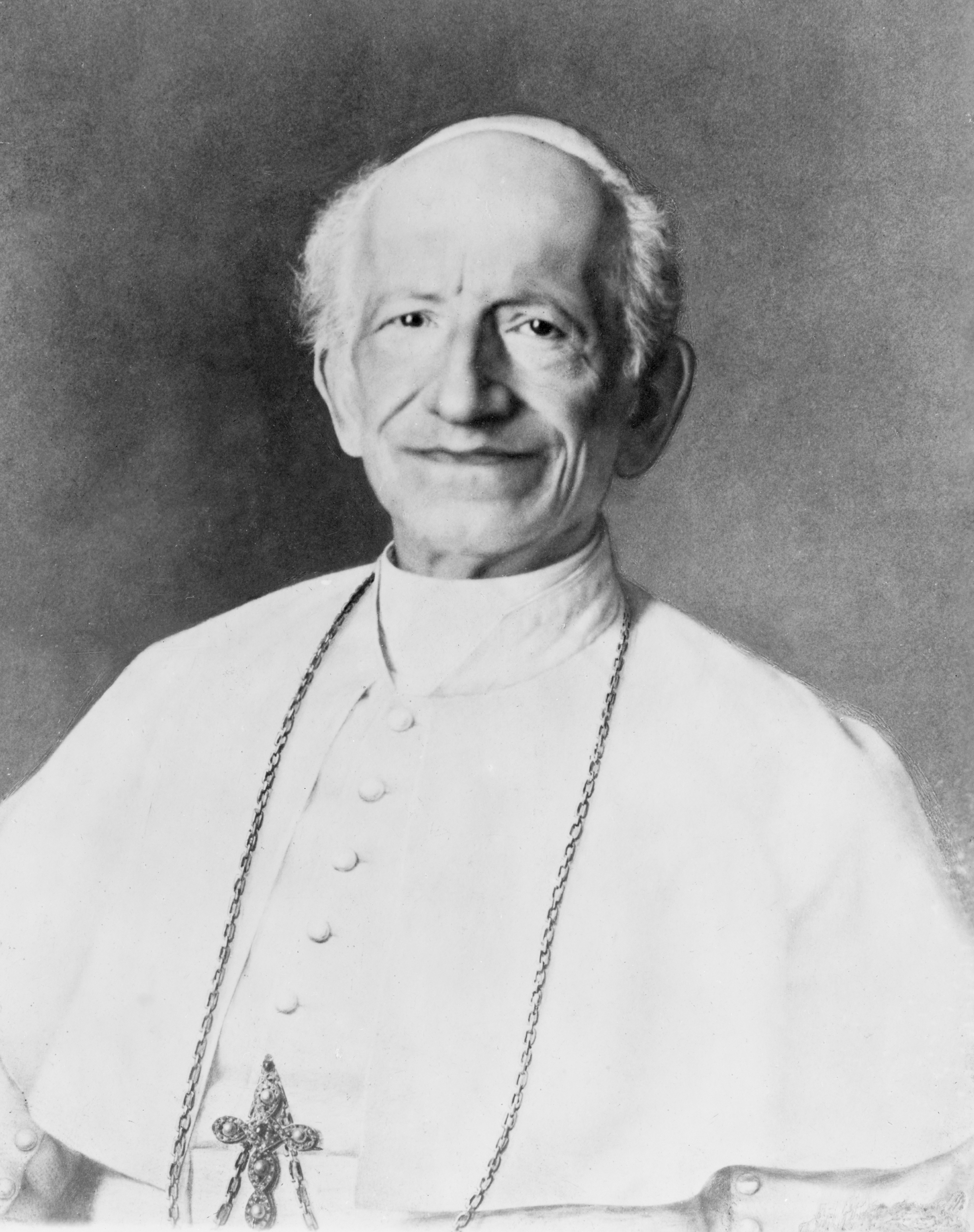
El papa León XIII otorgó la bula para la creación de la Universidad Católica de América.

La Universidad Católica de América nació como consecuencia del crecimiento de la población católica en los Estados Unidos, y del convencimiento de la Iglesia católica de que una de sus obligaciones era potenciar la formación académica de esa población. Para complementar la oferta universitaria que diferentes órdenes y congregaciones religiosas ofrecían ya en sus propias instituciones, los obispos de los Estados Unidos consideraron que era necesario crear una universidad Pontificia nacional, que tuviese el máximo nivel académico y promoviese la fe en el contexto de la libertad religiosa, el pluralismo espiritual y el rigor intelectual.
En el Segundo Concilio Plenario de Baltimore, en 1866, la Conferencia de los Obispos Católicos de los Estados Unidos discutió por primera vez la necesidad de una universidad nacional católica. En el Tercer Concilio Plenario, el 26 de enero de 1885, los obispos eligieron el nombre de Universidad Católica de América para la institución.
En 1882, el obispo John Lancaster Spalding fue a Roma para obtener del papa León XIII el apoyo para la universidad, convenciendo a su vez a Mary Gwendoline Caldwell, amiga de la familia, para realizar una donación de 300 000 $ para su fundación. El 10 de abril de 1887, el papa León XIII le envió al cardenal James Gibbons una carta otorgando permiso para establecer la universidad y se procedió a su fundación con 66 acres (27 hectáreas) en el mismo lugar en que se encuentra actualmente. El 24 de mayo de 1888, el presidente Grover Cleveland, así como otros miembros del Congreso y del gabinete, asistieron a la colocación de la primera piedra del Divinity Hall, ahora conocido como Caldwell Hall.
El 7 de marzo de 1889, el papa publicó la encíclica Magni Nobis, otorgándole a la universidad su bula y estableciendo la misión de instruir el catolicismo y la naturaleza humana juntas en un nivel de posgrado. Al desarrollar nuevos líderes y nuevo conocimiento, la Universidad ha buscado fortalecer y enriquecer el catolicismo en los Estados Unidos.

### Crecimiento
Cuando la Universidad abrió por primera vez sus puertas el 13 de noviembre de 1889, el currículo constaba de clases de filosofía mental y moral, literatura inglesa, las Sagradas Escrituras, y varias ramas de teología. Al final del segundo término, clases de derecho canónico fueron agregadas.
En 1876, con la apertura de la Universidad Johns Hopkins, las universidades estadounidenses enfocaron sus programas de posgrado e investigación siguiendo el modelo de educación prusiano. La Universidad Católica fue el “principal canal a través del cual el movimiento de una universidad moderna entró a la comunidad católica americana.” En 1900 fue una de las 14 universidades con programas de PhD que crearon la Asociación de Universidades Americanas. En 1904 añadió programas de grado, estableciendo una reputación de excelencia. El presidente de la primera promoción de alumnos de grado fue Frank Kuntz, cuyas memorias de ese periodo de su vida fueron publicadas por la editorial de la universidad. La universidad otorga un premio anual bajo el nombre Kuntz.

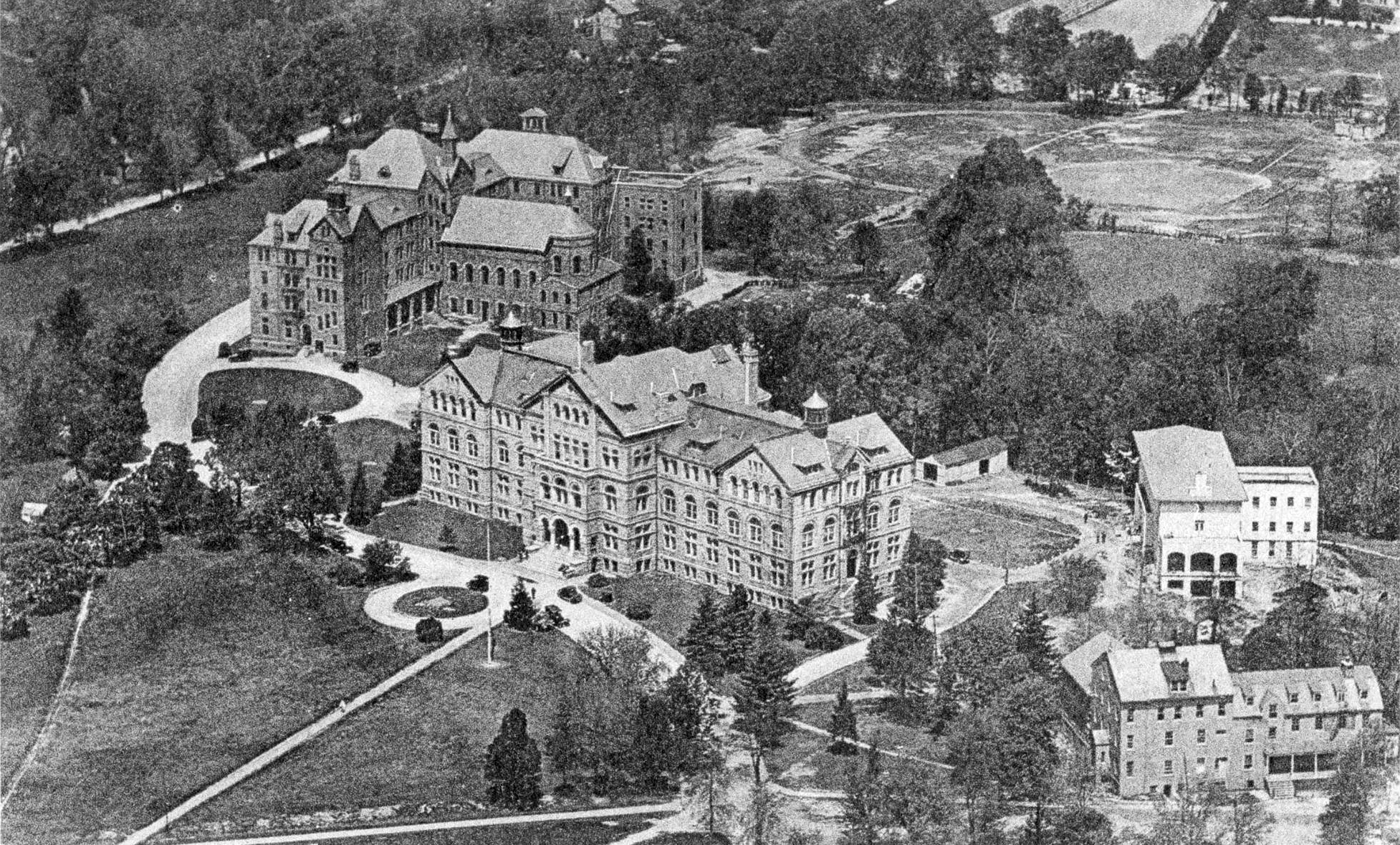
Vista aérea de la Universidad Católica de América en 1920.

A pesar de que la ciudad de Washington se encuentra en el sur y era una ciudad segregada cuando se fundó la universidad, esta admitió estudiantes negros católicos inmediatamente. En esa época, la única otra universidad en el Distrito que lo hacía era la Universidad Howard, fundada para la educación de afroamericanos después de la Guerra Civil. En 1895 la Universidad Católica tenía tres estudiantes negros, todos del D.C., y durante la visita del 1 de junio de 1900 del presidente William McKinley, el obispo Thomas James Conaty mencionó que la universidad, “como la Iglesia católica… no conoce razas ni colores.”
La presencia de la Universidad Católica atrajo otras instituciones católicas al área, incluyendo universidades, órdenes religiosas, y organizaciones de servicio nacional. Entre 1900 y 1940, más de 50 instituciones internacionales católicas alquilaron o compraron propiedades en el vecindario de Brookland. Durante los años que sucedieron a la Segunda Guerra Mundial, la Universidad Católica tuvo una expansión considerable en cuanto a matriculación, debido a la gran cantidad de soldados veteranos que se acogieron al "G.I. Bill" para completar sus estudios universitarios.
En los inicios del siglo XXI, la universidad cuenta con más de 6500 estudiantes de los 50 estados y de todas partes del mundo.
Es la única universidad americana que ha sido visitada por tres papas. San Juan Pablo II visitó la universidad el 7 de octubre de 1979; el papa Benedicto XVI dio un discurso en el campus sobre la educación católica y la libertad académica el 16 de abril de 2008. El 23 de septiembre de 2015, el papa Francisco visitó la institución y ofreció misa en el pórtico este de la Basílica del Santuario Nacional de la Inmaculada Concepción.

## Campus

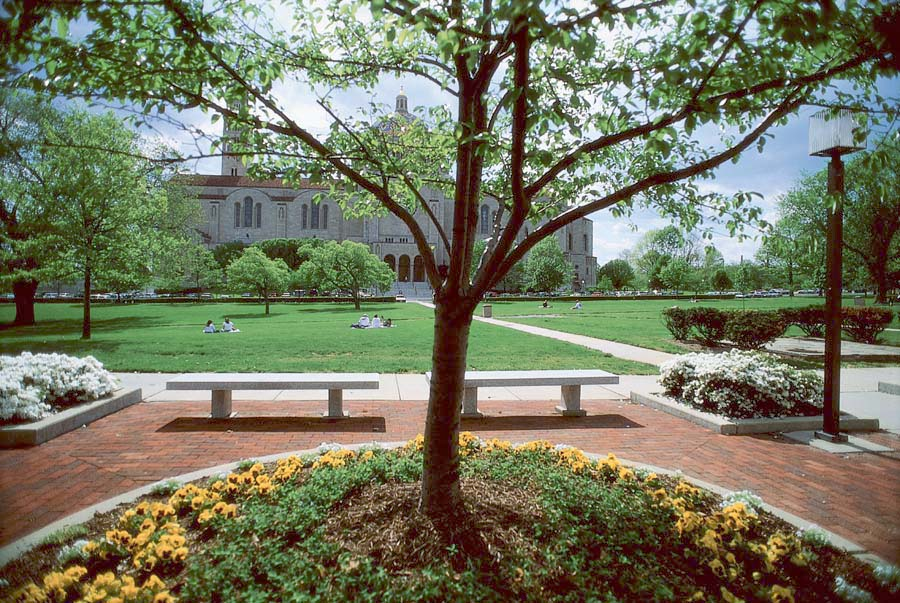
Explanada universitaria.

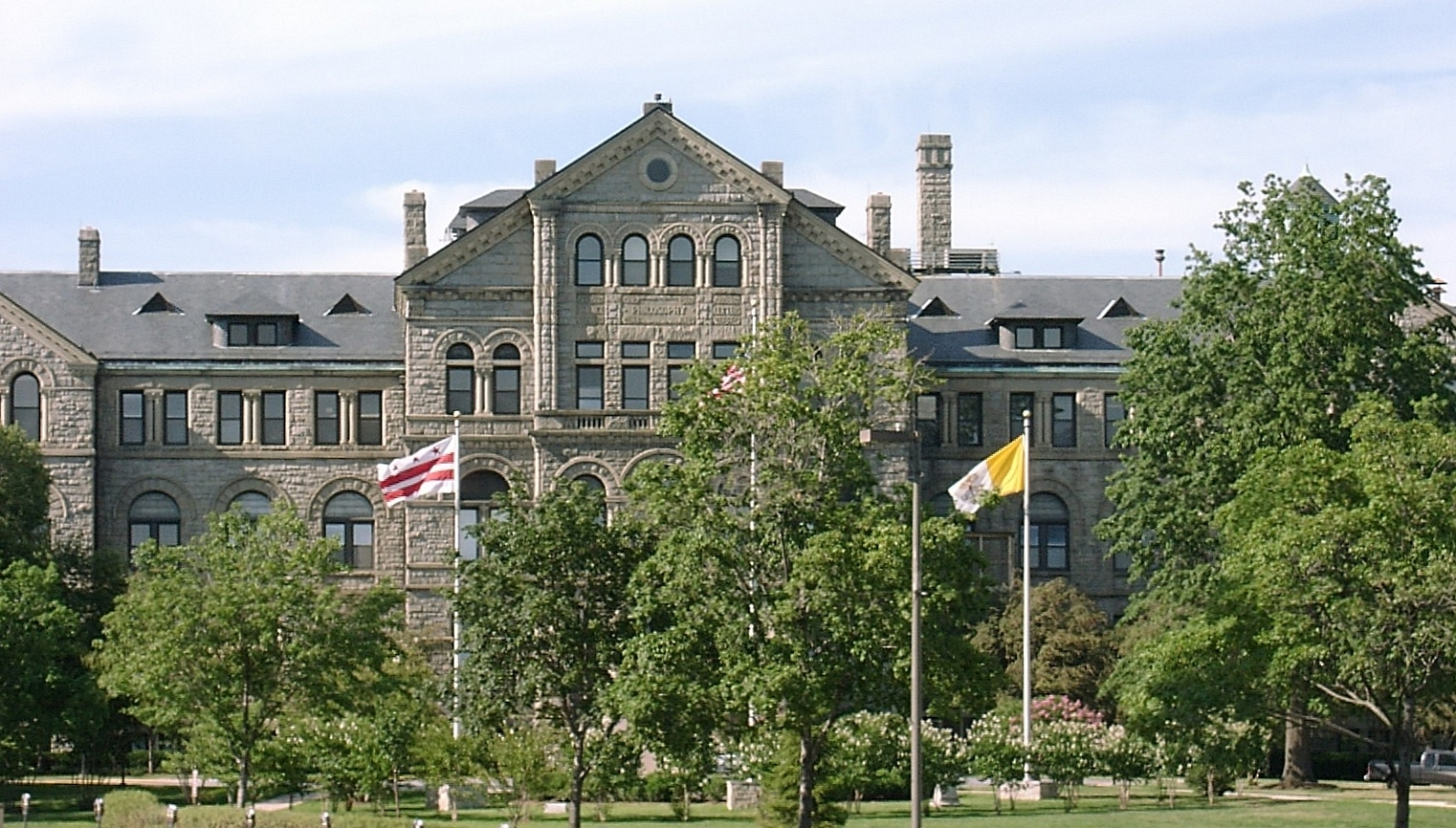
McMahon Hall.

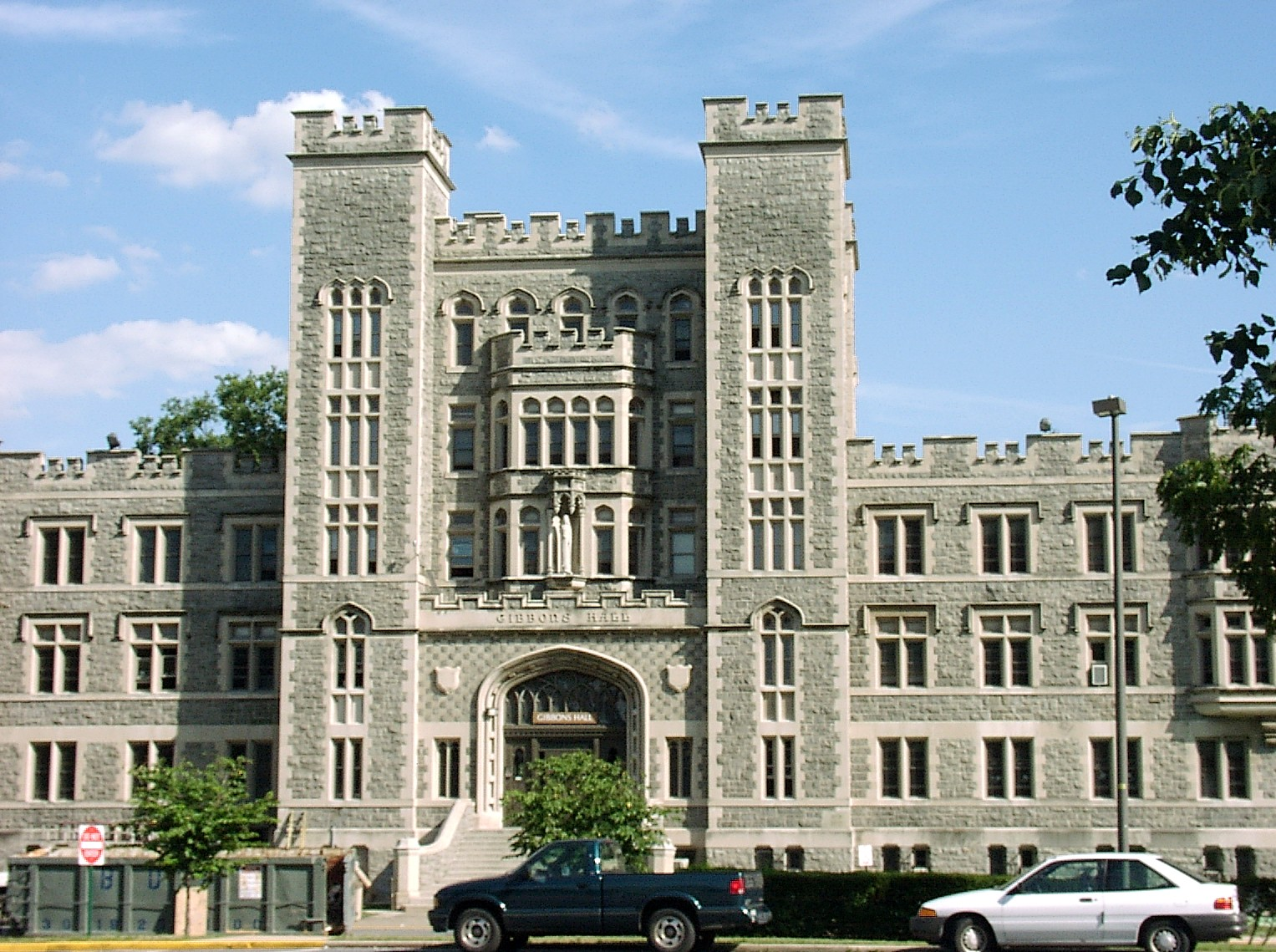
Gibbons Hall.

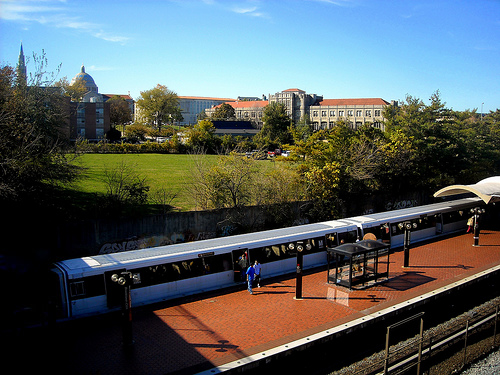
Estación de Metro Brookland/CUA.

El campus de la Universidad Católica de América está situado en Brookland, en el noreste del Distrito de Columbia, a 3 millas (5 km) al norte del Capitolio de los Estados Unidos. La entrada principal se encuentra en el número 620 de la Avenida Míchigan.
El verde campus consta de 176 acres (71 ha). Su arquitectura de estilo románico y moderno domina a través de los 48 edificios principales. Entre los edificios de McMahon y Gibbons y a un lado de la Basílica del Santuario Nacional de la Inmaculada Concepción se encuentra la explanada universitaria; una larga explanada de césped frecuentemente usada para jugar a Ultimate Frisbee y tomar el sol.
El Centro Universitario Edward J.Pryzbyla abrió sus puertas en la primavera de 2003, ofreciendo a los estudiantes servicios de comedor, oficinas para las organizaciones estudiantiles, un salón para más de 800 personas y más servicios estudiantiles bajo un mismo techo. La Biblioteca John K. Mullen completó una renovación de $6,000,000 en 2004, mejorando la iluminación y la estética del interior, permitiendo que su arquitectura clásica brille más.
La Escuela de Derecho Columbus ocupa un edificio que incluye salas de juicio para prácticas, biblioteca, capilla, salones y oficinas. La Escuela de Teología, el seminario nacional de los Estados Unidos, se encuentra localizada entre la Casa de Estudios Dominicos, el seminario de la Orden de los Predicadores, y las oficinas de la Congregación de Misioneros Oblatos de la Beata Virgen María Inmaculada, cruzando la Avenida Míchigan desde el campus.
En abril de 2004, la universidad compró 49 acres (unos 200.000 m²) de terreno que pertenecían al Asilo de las Fuerzas Armadas. La parcela es el área sin construir más grande en el Distrito y convirtió a la Universidad Católica en la universidad más grande en D.C. Por ahora no hay planes de construir en la parcela pero esto asegura la posibilidad de crecimiento de la universidad en un futuro.
En 2007, la universidad anunció un plan para construir tres nuevas residencias al norte. La primera de ellas, un edificio de siete pisos llamado Opus Hall, fue completado en 2009 siguiendo el estilo gótico tradicional. Opus Hall alberga 420 estudiantes y es la primera residencia certificada en LEED en Washington D. C.
La universidad había previamente demolido las residencias Conaty y Spellman, lo que permitió el desarrollo de Monroe Street y Bozzuto. En colaboración con la universidad, “Monroe Street Market” y “Brookland Arts Walk” abrieron sus puertas en 2014. Como parte de ese avance, se inauguró la nueva librería CUA Barnes & Nobles y se construyeron nuevos apartamentos que ofrecen a los estudiantes una alternativa para vivir fuera del campus, pero a una distancia caminable del mismo.
El campus cuenta con la estación de metro Brookland-CUA que forma parte de la línea roja del Metro de Washington. Union Station, el Capitolio, y los museos del Smithsonian se encuentran a tan solo minutos del campus. También cerca del campus encontramos las oficinas de la Conferencia Episcopal de los Estados Unidos y el Monasterio Franciscano de Tierra Santa.

## Centros docentes

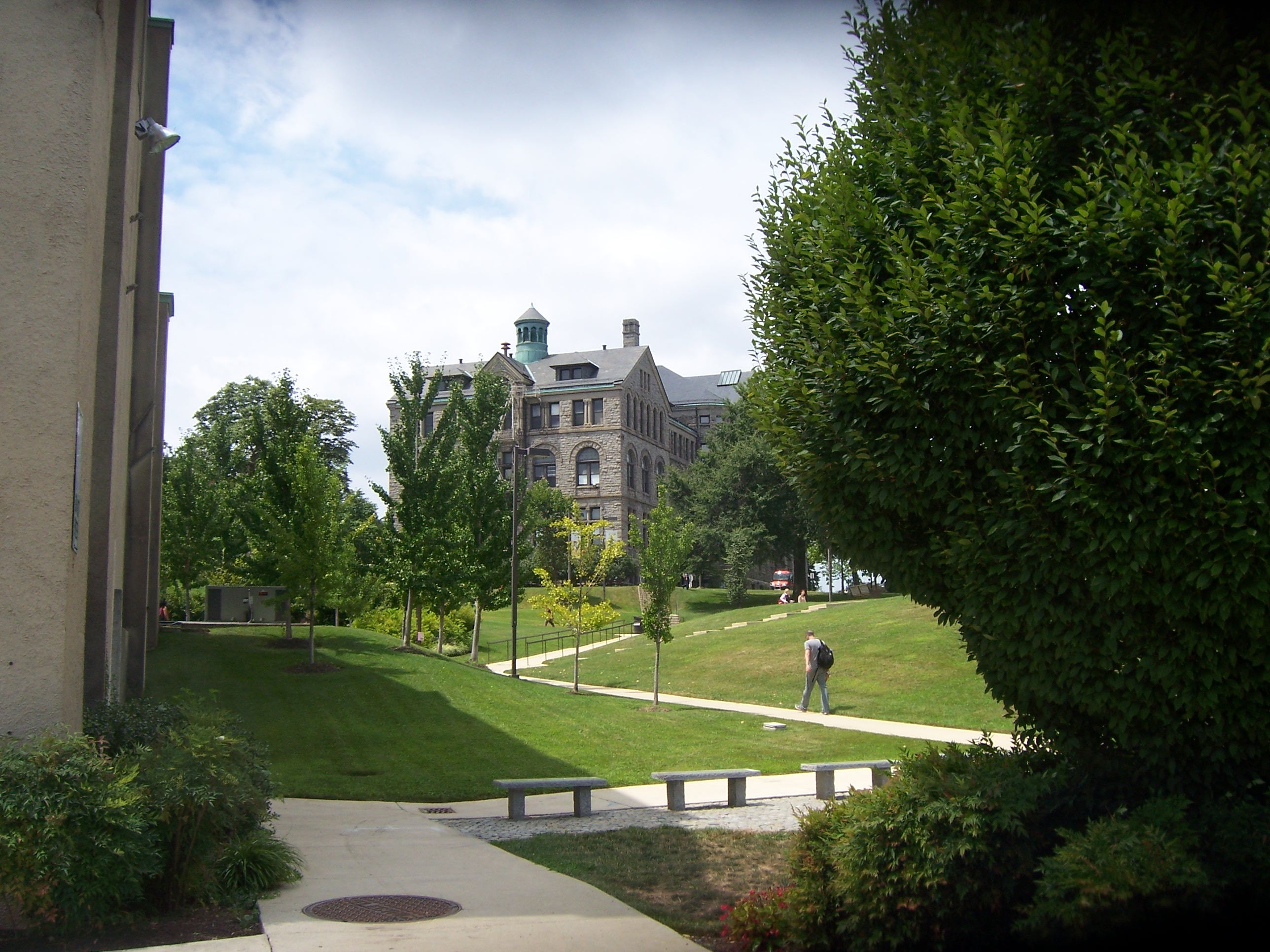
Senda por el centro del campus universitario.

Consta de 12 escuelas que imparten 74 programas de Grado, 6 de doble Grado, 62 de Máster y 45 de Doctorado.
- Escuela de Arquitectura y Planificación (School of Architecture and Planning).
- Escuela de Artes y Ciencias (School of Arts and Sciences).
- Escuela de Derecho Canónico (School of Canon Law).
- Facultad de Ingeniería, Física e Informática (College of Engineering, Physics, and Computing).
- Escuela de Derecho Columbus (Columbus School of Law).
- Escuela de Música Benjamin T. Rome (Benjamin T. Rome School of Music).
- Escuela de Enfermería Conway (Conway School of Nursing).
- Escuela de Filosofía (School of Philosophy).
- Escuela Metropolitana de Estudios Profesionales (Metropolitan School of Professional Studies).
- Escuela Nacional Católica de Servicio Social (National Catholic School of Social Service).
- Escuela de Teología y Estudios Religiosos (School of Theology and Religious Studies).
- Escuela de Negocios Busch (Tim and Steph Busch School of Business).

### Sede en Roma
La Universidad mantiene una sede en la Vía Garibaldi 28 de la colina de Janículo, Roma (Italia), que comparte con la Universidad Católica Australiana (Australian Catholic University en idioma inglés). Estudiantes y profesores llevan a cabo allí programas semestrales y de verano.

## Vida estudiantil
Existen más de 100 asociaciones estudiantiles que cubren una amplia gama de inquietudes, deportivas, académicas, de voluntariado, religiosas, y políticas. Es de destacar el mantenimiento de una emisora de radio, WCUA, una televisión, CUA-TV, un periódico semanal, The Tower, otra publicación llamada Battle Cry, y diferentes revistas, entre las que destaca The Archbishop Sheen Review. Además de los conciertos y obras teatrales protagonizados por los propios estudiantes, por el campus han pasado importantes grupos musicales y artistas de todo tipo.

## Deportes
La Universidad Católica mantiene 25 equipos en División III de la NCAA.
| Masculino: - Baloncesto - Campo a través - Fútbol - Tenis - Lacrosse - Natación - Atletismo - Atletismo en pista cubierta - Remo - Golf - Béisbol - Fútbol americano | Femenino: - Baloncesto - Campo a través - Fútbol - Tenis - Lacrosse - Natación - Atletismo - Atletismo en pista cubierta - Remo - Golf - Sófbol - Voleibol - Hockey sobre hierba |

Originalmente compitió en el máximo nivel de la NCAA, donde ganó un campeonato nacional en boxeo (en 1938), venció en el Orange Bowl de 1936 y empató en el Sun Bowl de 1940 en fútbol americano. Tras la decisión tomada en 1973 por la NCAA de crear tres Divisiones y cambiar el formato de la competición, CUA decidió, en la temporada 1981-82, pasar a competir en la División III, para potenciar el carácter académico de la universidad, supeditando los deportes a los estudios. En División III ha ganado un campeonato nacional en baloncesto masculino, en 2001.
La Universidad Católica compite en la Landmark Conference; en la New England Women's and Men's Athletic Conference (fútbol americano); y en la Mid-Atlantic Rowing Conference (remo), de la División III de la NCAA.

## Antiguos alumnos destacados

### Artistas
- Fabiana Bravo, soprano.
- Norma Candal, actriz.
- John Carroll Lynch, actor.
- Ed McMahon, presentador de televisión.
- Jason Miller, actor.
- Joe Plummer, músico.
- Susan Sarandon, actriz.
- Lisa Ann Walter, actriz.
- Jon Voight, actor.
- Miguel Vila Luna, pintor y arquitecto.

### Educación
- Sanford Berman, bibliotecario.

### Comunicación
- Kathryn Jean López, periodista.

### Ciencias
- Hugh Everett, físico.
- Julius Aloysius Arthur Nieuwland, inventor del caucho sintético.
- Michael Griffin, ingeniero aeronáutico, administrador de la NASA.

### Política
- Terry McAuliffe, gobernador de Virginia.
- Martin O'Malley, gobernador de Maryland.
- Greg Johnson, filósofo y activista nacionalista blanco.
- Cristián Labbé, exalcalde de Providencia (Chile) (1996-2012).
- Mónica Jiménez, ministra de Educación de Chile (2008-2010).

### Religión
- Cardenal Luis Antonio Tagle
- Cardenal Raymond Leo Burke
- Cardenal Donald Wuerl
- Cardenal Timothy Michael Dolan
- Cardenal James Stafford
- Cardenal Seán Patrick O'Malley
- Arzobispo Fulton John Sheen (1895—1979).

## Profesores destacados
- Clyde Cowan, descubridor del neutrino.
- Edward Lee Greene, botánico.
- Oleg Kalugin, exespía de la KGB.